# Rágás
A rágás az emlősök és az ember táplálékfelvételére jellemző folyamat, melynek során a szilárd táplálékot a fogak feldarabolják, és ezzel – a táplálék felületének megsokszorozásával – az enzimek számára könnyebbé válik a később a nyelőcsövön át a gyomorba kerülő étel emésztése.
Valójában már a szájban, a nyálmirigyek nyáltermelésének beindulásával kezdetét veszi a táplálék emésztése. A rágás tulajdonképpen az állkapocs mozgása, amelyet az állkapocscsont és a koponya között elhelyezkedő erős izmok végeznek. Magát a rágást, a táplálék aprítását az állkapcson, a szájpadlás előtt elhelyezkedő fogak végzik el a nyelv segítségével a fogak rágófelületére kerülő táplálékon.